# 帕洛平托縣 (德克薩斯州)
帕洛平托縣（英語：Palo Pinto County）位美国德克萨斯州中北部的一個縣，面積2,552平方公里。根据2020年美國人口普查，共有人口28,409人。縣治帕洛平托（Palo Pinto）。該縣成立於1856年8月27日，縣政府成立於1857年4月27日；縣名來自帕洛平托溪（西班牙语「被塗上顏料的樹」的意思）。